# 肉詰めピーマン

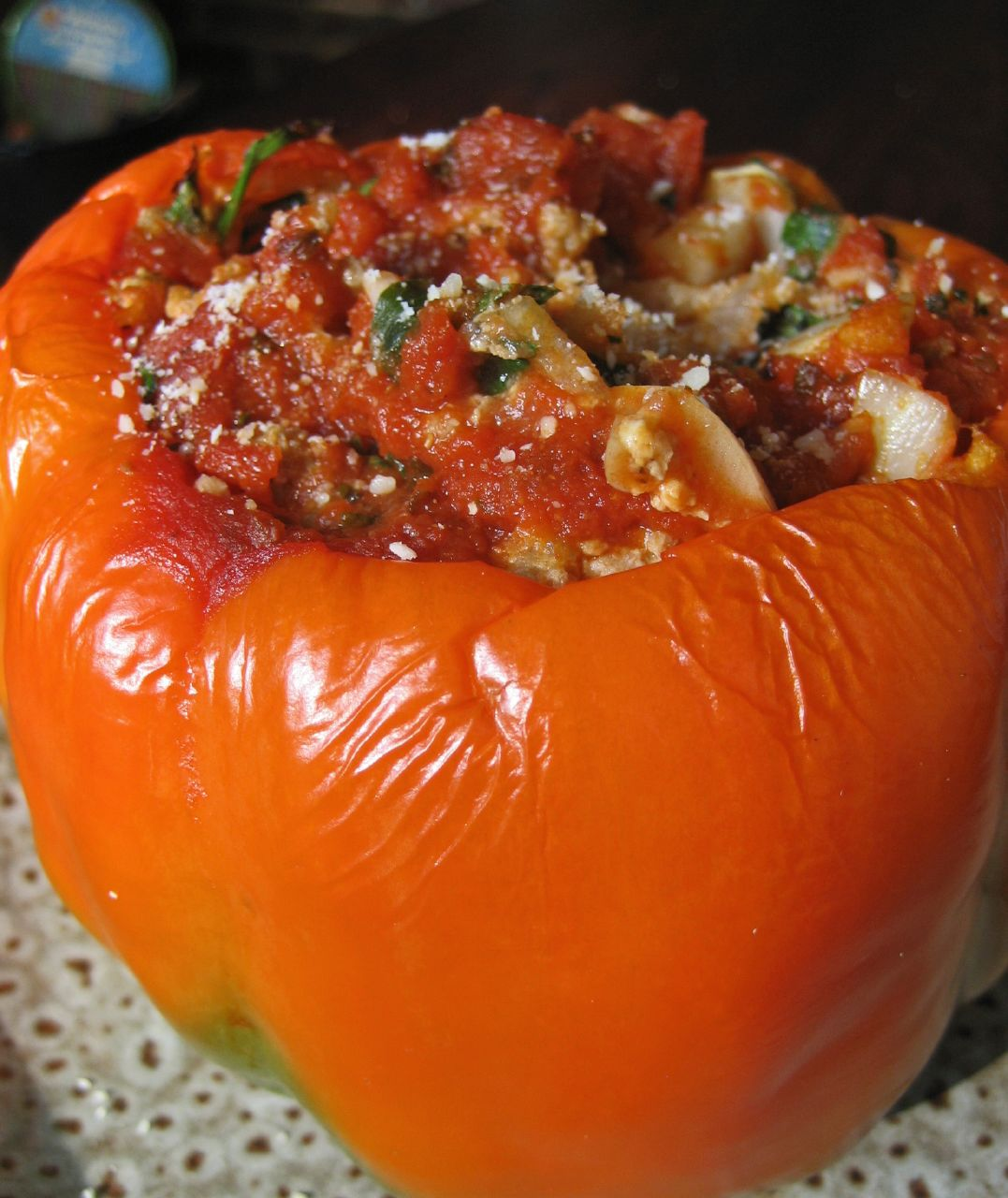
ピーマンの肉詰め（アメリカ合衆国）

肉詰めピーマン（にくづめ-、英:Stuffed peppers）は、挽肉とピーマンを使った料理。ピーマンの肉詰め、スタッフド・ピーマンともいう。
ピーマンの上をくりぬくか縦半分に切ったものに、ハンバーグのタネを詰め、焼いたもの（蒸したものや揚げたものもある）である。加熱する際に、肉がこぼれないように且つ火が通るように焼き上げなければならない。ピーマン嫌いに対して作るとよいとされているが、ピーマンと挽肉は簡単に剥がれてしまうため、ピーマンだけを残されることもある。
バリエーションとして、ハンバーグではなく肉団子のタネを使う例や肉ではなくツナを使う例もある。
同様の料理はトルコのドルマの一種にも見られ、影響下にあった東欧諸国に受け継がれている。また、インド、中近東にも見られる。メキシコではハラペーニョやロコトなどの辛い唐辛子にチーズ、香辛料、場合によっては挽き肉を詰めて揚げる。

## 類似料理
- 肉詰めアケビ - 山形県の郷土料理
- 釀紅椒（肉詰め唐辛子） - 湖南料理
- 煎釀青椒（魚のすり身詰めピーマン） - 香港で一般的な点心のひとつ
- 肉詰めナス
- 肉詰めメロン